# Horneror
Horneror (Furnarius) är ett släkte i familjen ugnfåglar inom ordningen tättingar. Arterna i släktet förekommer i Sydamerika från norra Colombia till centrala Argentina. Listan nedan med åtta arter följer AviList:
- Svartbandad hornero (F. figulus)
- Tumbeshornero (F. cinnamomeus)
- Karibhornero (F. longirostris)
- Ljusbent hornero (F. leucopus)
- Flodhornero (F. torridus)
- Mindre hornero (F. minor)
- Haciendahornero (F. rufus)
- Tofshornero (F. cristatus)